# Флуванна (округ)
Округ Флуванна (англ. Fluvanna County) располагается в США, в штате Виргиния. По состоянию на 2010 год, численность населения составляла 25 691 человек. Был образован в 1777 году, получил своё название по наименованию реки Флуванна. 

## География
По данным Бюро переписи США, общая площадь округа равняется 751 км², из которых 741 км² суша и 11 км² или 1,4 % это водоёмы.

### Соседние округа
- Луиза (Виргиния) — север
- Гучленд (Виргиния) — восток
- Камберленд (Виргиния) — юго-восток
- Бакингхем (Виргиния) — юг
- Албемарл (Виргиния) — запад

## Демография
По данным переписи населения 2000 года в округе проживает 20 047 жителей в составе 7 387 домашних хозяйств и 5 702 семей. Плотность населения составляет 27 человек на км². На территории округа насчитывается 8 018 жилых строений, при плотности застройки около 11-ти строений на км². Расовый состав населения: белые — 79,44 %, афроамериканцы — 18,41 %, коренные американцы (индейцы) — 0,19 %, азиаты — 0,38 %, гавайцы — 0,01 %, представители других рас — 0,29 %, представители двух или более рас — 1,25 %. Испаноязычные составляли 1,17 % населения независимо от расы .
Возрастной состав округа: 23,60 % моложе 18 лет, 6,40 % от 18 до 24, 31,70 % от 25 до 44, 24,40 % от 45 до 64 и 14,00 % от 65 и старше. Средний возраст жителя округа 38 лет. На каждые 100 женщин приходится 86,60 мужчин. На каждые 100 женщин старше 18 лет приходится 82,20 мужчин. Средний размер семьи 2,9 человека.
Средний доход на домохозяйство в округе составлял 46 372 USD, на семью — 51 141 USD. Среднестатистический заработок мужчины был 32 346 USD против 24 774 USD для женщины.